# Deck Nine Games
Deck Nine Games (anciennement Idol Minds) est une société américaine de développement de jeu vidéo fondée en 1997 et basée à Westminster dans le Colorado.

## Historique
L'entreprise gagne en popularité avec la sortie en 2007 du jeu Pain en exclusivité sur le PlayStation Store, dont il est le jeu le plus téléchargé sur cette plateforme de distribution pour l'année 2009.
Idol Minds a co-développé le titre Ruin, qui devait devenir Warrior's Lair pour sa sortie publique, un jeu utilisé comme démonstration des capacités de la PlayStation Vita lors de la conférence Sony pendant la présentation officielle de la console portable à l'E3 2011. Le jeu sera finalement annulé en 2013.
En mai 2017, Idol Minds a annoncé un changement de positionnement afin de se concentrer sur les jeux d'aventure narratifs, ainsi qu'un nouveau nom : Deck Nine Games. Ce repositionnement s'est opéré sur trois ans, au cours desquels le studio a procédé d'une part à des recrutements, notamment de personnes issues du monde du cinéma et de la télévision, et d'autre part à la conception d'une solution d'outils propriétaire nommée StoryForge, permettant de concevoir et visualiser efficacement des embranchements narratifs complexes. Cette solution comprend deux outils principaux : Playwright, qui permet aux auteurs de schématiser les différents embranchements d'un script interactif, et Storyteller, qui permet de convertir ce script en une série de séquences cinématiques. Deck Nine envisage éventuellement de publier une version publique de cet outil interne.
En juin 2017, pendant la conférence Xbox à l'E3, Square Enix a dévoilé la bande-annonce d'un jeu développé par Deck Nine : Life Is Strange: Before the Storm, une préquelle de Life Is Strange en trois épisodes, le premier sort le 31 août 2017. Il s'agit du premier jeu développé par le studio sous ce nouveau nom.
En avril 2024, une enquête du média spécialisé IGN fait état de nombreux dysfonctionnements chez Deck Nine lors du développement de Life Is Strange: True Colors : des symboles nazis sont cachés dans le prototype, les employés sont soumis à du crunch et à une culture d'entreprise toxique, et l'équipe narrative se heurte à un directeur et à un éditeur peu soucieux de préserver les thèmes de diversité qui ont fait la spécificité de la licence Life Is Strange, un des représentants de Square Enix mentionnant même souhaiter que la licence ne soit plus « assimilée au jeu gay ».

## Jeux développés

### En tant que Idol Minds
| Titre                         | Date de sortie  | Plates-formes                   |
| ----------------------------- | --------------- | ------------------------------- |
| Rally Cross 2                 | 1998            | PlayStation                     |
| Cool Boarders 3               | 4 décembre 1998 | PlayStation                     |
| SuperCross Circuit            | 1999            | PlayStation                     |
| Cool Boarders 4               | 23 février 2000 | PlayStation                     |
| Cool Boarders 2001            | 2001            | PlayStation, PlayStation 2      |
| My Street                     | 31 octobre 2003 | PlayStation 2                   |
| Neopets: The Darkest Faerie   | 2005            | PlayStation 2                   |
| Pain                          | 20 mars 2008    | PlayStation 3                   |
| The Ratchet and Clank Trilogy | 16 mai 2012     | PlayStation 3                   |
| Warrior's Lair                | Annulé          | PlayStation 3, PlayStation Vita |
| MiniTropolis                  | 2016            | Android, iOS                    |

### En tant que Deck Nine
| Titre                             | Éditeur        | Date de sortie              | Plates-formes                                                                             |
| --------------------------------- | -------------- | --------------------------- | ----------------------------------------------------------------------------------------- |
| Life Is Strange: Before the Storm | Square Enix    | 31 août au 19 décembre 2017 | Windows, Mac, Linux, PlayStation 4, Xbox One                                              |
| Life Is Strange: True Colors      | Square Enix    | 9 septembre 2021            | Windows, PlayStation 4, PlayStation 5, Xbox One, Xbox Series X/S, Stadia, Nintendo Switch |
| The Expanse: A Telltale Series    | Telltale Games | 27 juillet 2023             | Windows, PlayStation 4, PlayStation 5, Xbox Series X/S                                    |
| Life is Strange: Double Exposure  | Square Enix    | 29 octobre 2024             | Windows, Nintendo Switch, PlayStation 5, Xbox Series X/S                                  |